# Ivan Bátory
Ivan Bátory, född i Liptovský Mikuláš den 3 maj 1975, är en slovakisk längdåkare, som tävlat i världscupen sedan 1993.
Som längdskidåkare representerade han Štrbské Pleso SC.